# スカイボーグ
スカイボーグ（すかいぼーぐ、英語: Skyborg）プロジェクトは、有人戦闘機に同行することを目的とした無人戦闘機を開発するアメリカ空軍ヴァンガードプログラム。 2020年現在、ボーイング、ゼネラル・アトミックス、クラストディフェンス＆セキュリティソリューションおよびノースロップグラマンと契約が交わされた。

## 開発
2020年9月29日、アメリカ空軍は9つの企業（AeroVironment、Autonodyne LLC、BAE Systems、Blue Force Technologies、Fregata Systems LLC、Lockheed Martin、NextGen Aeronautic、Sierra Technical Services、およびWichita State University）と契約してスカイボーグプロトタイピングの実験に取り組んだ。2020年12月21日、カリフォルニア州コンコードのVolly Defense SolutionsLLCが契約に追加された。